# ポイント
ポイントは、出版において使用される長さの単位である。文字のサイズや余白の幅などの、版面の構成要素の長さを表す場合に使われる。“pt” と略記されることが多く、「ポ」と略記されることもある（例：「11ポ」）。後述するように、歴史的にポイントの定義は数種類あるが、現在は DTP アプリケーションにおいて広く使用されている DTP ポイントが一般的である。これは1 pt = 1/72 in. (= 25.4/72 mm = 0.352 777 7... mm) とされ、1981年にゼロックス社が発売した世界初のビットマップディスプレイを実装した製品である Xerox Star（ゼロックス・スター）で採用され、以後 DTP アプリケーション等において標準となった。版面のレイアウトの単位をポイントにしておくと、文字が占める量を計算しやすいというメリットがある。日本では、ポイント活字と日本独自の規格による号数活字が混用され、日本工業規格では1962年に1ポイントを0.3514mmと定めている。

## ポイントの歴史と定義
ポイントは複数の地域や時代に種々のシステムが成立したため、定義も一様でない。最も古いポイント・システムはフルニエ・ポイント (Fournier's point) とされ、次にディドー・ポイント (Didot's point) が1783年ごろ成立する。これら二つのシステムはフランスで誕生し、大陸で広く使われた。フルニエ・ポイントは、フルニエ (Pierre-Simon Fournier) により提案されたものである。シセロ (Cicéro) 格の12分の1を基準として、ポイントを定義したのである。ディドー (François-Ambroise Didot) はこのフルニエのシステムを改善し、「王のインチ」(Pied de roi) と呼ばれるフランスのインチ格に、1 pt を1/72インチとして適合させた。フルニエ・ポイントにおいては、1 pt ≒ 0.348 82 mm で、ディドー・ポイントでは 1 pt ≒ 0.375 9 mm に相当する。

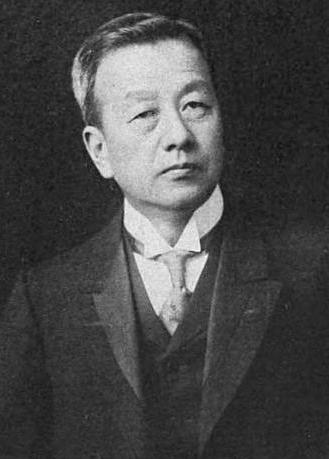
和文ポイント活字の創始者・築地活版の野村宗十郎

欧州大陸では主にディドーのポイント・システムが使用されていたが、英米では定まったポイント・システムは普及しなかった。アメリカで活字のサイズが統一されるのは、1886年に MS&J (Mackellar, Smiths and Jordan, Letter Founder) のジョンソン・パイカ (Johnson pica) を共通的に使用することが確認されてからである。これをアメリカン・ポイント (American point, American printers' point) という。ジョンソン・パイカは 83 picas = 35 cm とするもので、1 pt = 1/12 picas ≒ 0.351 4 mm である。ジョンソン・パイカが 83 picas = 35 cm とし、それが結局アメリカン・ポイントとして選択されたのは、サイズ体系を維持することで、活字の改鋳を極力避けるためであった。多くの有力な活字鋳造業者がジョンソン・パイカを使用していたため、アメリカン・ポイントを 1 in. = 6 picas、1 picas = 12 pt にしようと運動したホークスの提案は退けられたのである。アメリカン・ポイントは東京築地活版製造所によって1900年代後半に紹介され、日本でも普及した。

## 互換性
金属活字のポイントには、アメリカン・ポイントと、ヨーロッパで使用されるディドー・ポイント、フルニエ・ポイントがある。アメリカン・ポイント（パイカ・ポイント）は約 0.351 4 mm で、日本の出版場面ではこちらが主に使われていた。
ちなみに現在 PC で使用されている Microsoft Word などのアプリケーションでは、一般的に DTP ポイント (1 pt = 1/72 in. = 0.352 777 7... mm) を採用している。DTP ポイントはアメリカン・ポイントとの近似性を持たせるために、1/72 in. を採用したと考えられる。
なお上述の通り、アメリカン・ポイントは DTP ポイントと異なる。このため、小さなポイント数ならばともかく紙面全体となってくるとかなりのズレが生じることになる。ゆえにポイント基準で製作された過去の書籍を組み直す際には、当時の組版指示書をそのまま使えないことがある。
一方、TeXではこの問題を、より微細なスケールド・ポイント (scaled point, sp) を 1 sp = 1 / 216 pt (= 1 / 65,536 pt) と定義して導入し、これを用いて複数のポイントを定義しなおすことによって解決している。TeXにおいてはポイントを 1 pt = 65,536 sp = 1 / 72.27 in. (= 25.4 / 72.27 mm = 0.351 459 80... mm) と定義してあり（TeXポイントと呼ばれる）、一方でビッグ・ポイント (big point, bp) を 1 bp = 65,781 sp [= 65,781 × 25.4 / (216 × 72.27) mm = 0.352 773 70... mm] と定義している。アメリカン・ポイントにTeXポイントを、DTP ポイントにビッグ・ポイントを対応させることで、アメリカン・ポイントと DTP ポイントとを（アメリカン・ポイントに対して 0.0170% 程度の誤差のもとで）併用することができる。

## 日本独自の単位系および標準サイズ
日本においては、活字において採用された単位「号」および写真植字機において採用された単位「級」(1Q=0.25mm、字送り量については単位を「歯」と読み替える)が存在する。
号数制は初号（米式42ポイント相当）、一号（旧一号27.5ポイント相当・新一号26.25ポイント相当）、三号（旧三号16ポイント相当・新三号15.75ポイント相当）の3種の文字サイズを基準にしたもので、印刷所では号数活字の間をポイント活字で補う形で併用した。明治期から1960年代までは旧号数が全国共通で使われていたが、1962年（昭和37年）、トタン罫活字の厚みに相当する「五号の1/8」を基準にした新規格（新号数）が日本工業規格として制定され、その後も旧号数を使い続けた印刷所が多かった関東地方を除き、大半の地方で切り替えられた。
- 初号 - 二号（21ポイント相当） - 五号（10.5ポイント相当） - 七号（5.25ポイント相当）
- 一号 - 四号（旧四号13.75ポイント相当・新四号13.125ポイント相当）
- 三号 - 六号（旧六号8ポイント相当・新六号7.875ポイント相当） - 八号（旧八号4ポイント相当・新八号3.9375ポイント相当）

級数制はメートル法をもとにしており、写植機の字送り量のステップ（0.25mm刻み）と同一である。日本語対応しているDTPソフトは級数を扱えるものがほとんどだが、級数で入力すると自動的にポイント（DTPポイント）に換算して表示するという形でのみ対応しているものもある。日本語用TeX(pTeX)でも級や歯で文字の寸法などを指定することができる。

### 標準の文字サイズ
日本では長く五号活字（10.5ポイント相当）が公文書などの本文用活字に主に用いられたことを反映し、後年の和文用ワードプロセッサやワープロソフトにおいては、10.5ポイントが標準の文字サイズとして用いられている。
明治時代から大正時代初期にかけて、『中央公論』など多くの雑誌組版は、主記事を五号活字、副記事を六号（旧六号）活字に分けて組む方法を標準としていた。大正中期には五号と六号の中間にあたる9ポイント活字に統一され、さらに8ポイント活字が本文活字にも使用されるようになった。終戦直後の用紙難に伴う紙面制約の影響で、戦後は8ポイント活字が標準の本文活字となった。